# Керим-Берди
Керим-Берди (*д/н — 1413) —хан Золотої Орди з листопада 1412 по квітень 1413 року.

## Життєпис
Походив з династії Чингізидів. Син хана Тохтамиша. Народився близько 1370 року. Замолоду став брати участь у походах батька. Після поразки Тохтамиша у війні 1395 року проти Тамерлана втік разом з батьком до великого князівства Литовського. Згодом перебрався до Москви.
У 1412 році Василь I, великий князь Московський, занепокоєний посилення Вітовта, великого князя Литовського, який зумів посадити на трон в Сарай-Берке свого союзника Джелал ад-Діна, надав кошти та війська Керим-Берди, який рушив проти брата. У листопаді 1412 року той переміг Джелал ад-діна й сам став ханом. Невдовзі прийняв Івана Михайловича, якому надав ярлик на велике князівство Тверське.
Втім уже на початку 1413 року проти Керим-Берди виступив брат Кепек-хан, що спирався на допомогу Вітовта. Керим-Берди зазнав поразки й загинув за іншими відомостями було вбито в результаті змови). Новим правителем Золотої Орди став Кепек-хан.